# Saint-Geyrac

Saint-Geyrac este o comună în departamentul Dordogne din sud-vestul Franței. În 2009 avea o populație de 242 de locuitori.

## Evoluția populației
| An        | 1975 | 1982 | 1990 | 1999 | 2006 | 2009 |
| --------- | ---- | ---- | ---- | ---- | ---- | ---- |
| Populație | 244  | 235  | 212  | 199  | 220  | 242  |